# 钦科坑

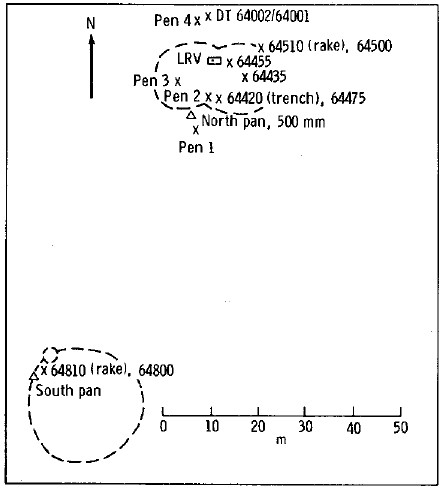
《阿波罗16号初步科考报告》中的4号科考点平面图。 X指示样本位置；5位数字代表LRL的样本数量；矩形表示月球车（小圆点是指电视摄像机）；黑点是大岩石，虚线代表陨石坑边缘或其他地形特征，而三角形是科考点全景图。

钦科坑（Cinco）是阿波罗16号宇航员到访过的月球笛卡尔高地上一座小陨石坑，它是阿波罗16号任务期间被统称为“钦科坑群”的五座陨坑之一（“钦科”一词是西班牙语中的“五”），这些陨坑分别被指定为a、b、c、d 和 e。1973年，最大的  a 坑被国际天文学联合会正式命名钦科坑 。 
1972年4月21日，阿波罗16号”猎户座“号登月舱降落在著名的南射纹线坑东北，距钦科坑北面4公里的地方。宇航员约翰·杨和查尔斯·杜克驾驶月面考察车或月球漫游车，在三次舱外活动中探索了该区域。第二次舱外活动中，他们驱车登上了位于钦科坑以西80米处的斯通山4号科考点。在斯通山上取样的主要目的是获取笛卡尔地层的岩样，尽管至今仍不清楚笛卡尔高地是否被取样过。

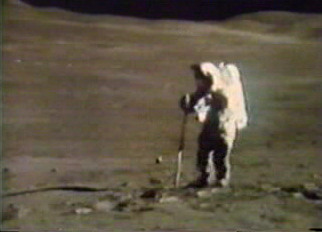
宇航员查尔斯·杜克正在斯通山西坡的4号科考点提取双岩芯样本
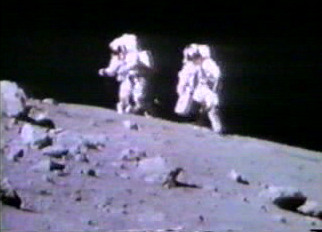
宇航员查尔斯·杜克（右）和约翰·杨，从4号科考点陨坑的石块边缘返回月球车